# Nova Scotia College of Art and Design
L'Université de l'École d'art et de design de la Nouvelle Écosse est un établissement d’enseignement supérieur en arts et médias canadien situé à Halifax en Nouvelle-Écosse. Fondée en 1887 sous le nom de Victoria School of Art and Design, elle compte 1 025 étudiants en 2010. Elle délivre des maîtrises en beaux-arts et en design.

## Anciens étudiants
- Carol Wainio (né en 1955), peintre ;
- Jennifer Bolande (née en 1957), artiste ;
- Lani Maestro (née en 1957), artiste canadienne d'origine philippine ;
- Heather Igloliorte (née en 1979), professeur à Université Concordia à Montréal ;
- Asinnajaq (née en 1991), artiste visuel, écrivaine, cinéaste et conservatrice de l'art ;
- Buseje Bailey, plasticienne.